# Jaciment de Cementiri Municipal
El jaciment arqueològic de Cementiri municipal se situa en una cronologia de l'Epipaleolític. Es troba en el municipi de Calafell, a la comarca del Baix Penedès. Es troba al costat del mur nord-est del cementiri de Calafell. Es coneixen només unes prospeccions fetes l'any 1983, per J. Santacana, on es van trobar fragments de sílex pertanyents a l'Epipaleolític.